# Alan Thicke
Alan Thicke, właśc. Alan Willis Jeffrey, (ur. 1 marca 1947 w Kirkland Lake w Ontario, zm. 13 grudnia 2016 w Burbank) – kanadyjski aktor filmowy i telewizyjny. Znany głównie z roli głowy rodziny w serialu Dzieciaki, kłopoty i my. Wystąpił również gościnnie w serialu Ja w kapeli jako Simon Craig.
Miał trzech synów: Brennana, Robina i Cartera Williama.

## Wybrana filmografia

### Filmy fabularne
- 1983: Copper Mountain jako Jackson Reach
- 1984: Nienasycony (Calendar Girl Murders, TV) jako Alan Conti
- 1993: Zdrada (Betrayal of the Dove) jako Jack West
- 2003: Carolina jako Chuck McBride
- 2004: Mama na obcasach (Raising Helen) jako hokeista
- 2006: Alpha Dog jako Douglas Holden
- 2009: Jak by to sprzedać (The Goods: Live Hard, Sell Hard) jako Stu Harding

### Seriale TV
- 1984: Statek miłości (The Love Boat) jako Alan Price
- 1984: Masquerade
- 1985–92: Dzieciaki, kłopoty i my (Growing Pains) jako doktor Jason Seaver
- 1986: Statek miłości (The Love Boat) jako senator Bob Townsend
- 1987: Statek miłości (The Love Boat) jako Robert McBride
- 1993: Napisała: Morderstwo (Murder, She Wrote) jako Harrison M. Kane
- 1996: Świat według Bundych (Married... with Children) jako Bruce
- 1997: Świat według Bundych (Married... with Children) jako Henry
- 2000-2002: Nagi patrol (Son of the Beach) jako Kapitan 'Buck' Enteneille
- 2001: Siódme niebo (7th Heaven) jako Ed Palmer
- 2005: Joey jako Alan Thicke
- 2005: Pół na pół (Half & Half) jako Gavin Storm
- 2008: Jak poznałem waszą matkę jako on sam (5 odcinków)
- 2006-2009: Moda na sukces (The Bold and the Beautiful) jako Rich Ginger
- 2010: Ja w kapeli (I'm in the Band) jako Simon Craig
- 2014: Amerykański tata (American Dad!) jako Alan Thicke
- 2015: Królowe krzyku (Scream Queens) jako Tad Radwell